# Série mondiale 2012

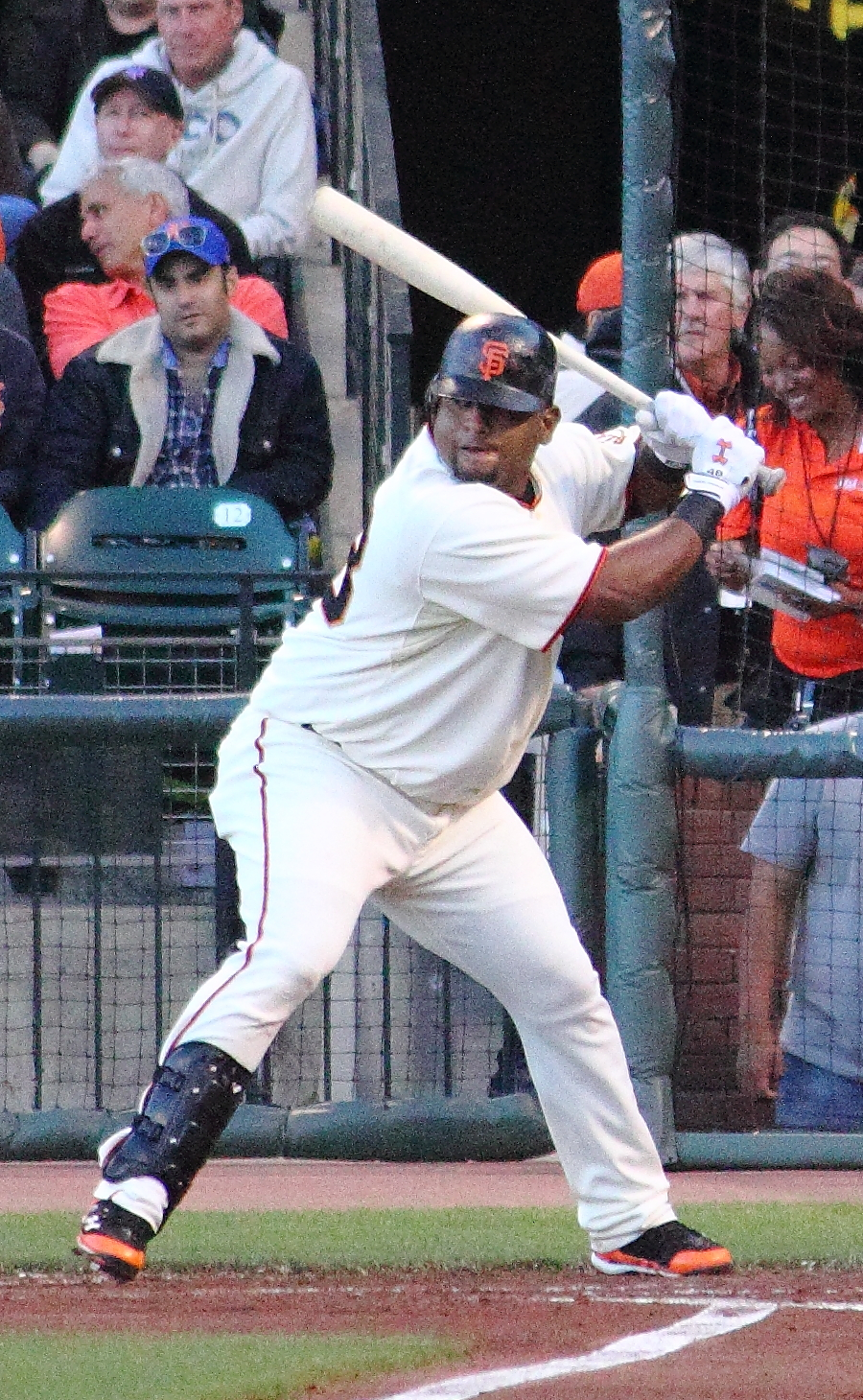
Le joueur par excellence de la Série mondiale, Pablo Sandoval des Giants de San Francisco, est le 24 octobre le quatrième joueur de l'histoire à réussir trois circuits dans un même match de Série mondiale.

La Série mondiale 2012 est la 108e série finale des Ligues majeures de baseball. 
Elle débute le 24 octobre 2012 et se termine le 28 octobre par le triomphe des Giants de San Francisco avec quatre victoires consécutives sur les Tigers de Détroit. 
Les Giants remportent leur deuxième titre mondial en trois ans.

## Avantage du terrain
L'issue du match des étoiles 2012, disputé le 10 juillet à Kansas City au Missouri détermine quelle ligue, Nationale ou Américaine, voit son représentant gagner l'avantage du terrain pour la Série mondiale 2012. La partie d'étoiles est gagnée 8-0 par la Ligue nationale. Son représentant est donc l'équipe hôte des matchs #1 et #2 de la Série mondiale, ainsi que des matchs #6 et #7 s'ils sont nécessaires.

## Équipes en présence

### Giants de San Francisco
Avec 94 victoires et 68 défaites, les Giants de San Francisco remportent pour la seconde fois en trois ans le championnat de la division Ouest de la Ligue nationale. Ils devancent par 8 parties les Dodgers de Los Angeles en tête de leur section pour un premier titre depuis leur conquête de la Série mondiale 2010. Durant la saison, San Francisco gagne 8 matchs de plus qu'en 2011, une année où ils avaient raté les séries d'après-saison. San Francisco entreprend les séries éliminatoires 2012 contre les champions de la division Centrale, les Reds de Cincinnati. Après avoir perdu devant leurs partisans les deux premiers matchs de cette Série de division, les Giants remportent les trois parties suivantes à Cincinnati pour éliminer les Reds dans la limite de cinq parties. À ce revirement, qui est le premier du genre dans une Série de divisions de la Ligue nationale, les Giants ajoutent un exploit du même type en Série de championnat de la Ligue nationale contre les champions du monde en titre, les Cardinals de Saint-Louis : après avoir perdu trois des quatre premières parties, San Francisco enchaîne trois victoires de suite. 
Les Giants participent à une Série mondiale pour la 21e fois de l'histoire de leur franchise, établie à New York de 1883 à 1957. À New York, ils ont participé à 16 Séries mondiales, en remportant 7 entre 1887 et 1954. Depuis leur transfert à San Francisco, ils ont joué quatre séries finales du baseball majeur : aux défaites de 1962, 1989 et 2002 a finalement succédé un premier titre, en Série mondiale 2010 contre les Rangers du Texas. Ils sont en 2012 champions de la Ligue nationale pour la cinquième fois depuis leur arrivée à San Francisco.

### Tigers de Détroit
Pour la première fois depuis les saisons 1934 et 1935, les Tigers de Détroit alignent deux championnats de division consécutifs. Tout comme en 2011, les Tigers décrochent le titre de la section Centrale de l'Américaine, malgré une performance en deçà des espérances et une régression de sept parties. À la traîne des White Sox de Chicago presque toute l'année, les Tigers prennent le premier rang le 26 septembre et complètent le calendrier régulier avec 88 victoires, 74 défaites et 3 parties d'avance sur leurs poursuivants. Ils sont menés par l'as lanceur Justin Verlander, le premier gagnant en 45 ans de la triple couronne Miguel Cabrera, et Prince Fielder, acquis l'hiver précédent. Détroit a la moins bonne fiche victoires-défaites des six champions de division de la saison 2012. En Série de division 2012, les Tigers éliminent les Athletics d'Oakland trois victoires à deux. Ils humilient ensuite les Yankees de New York, limités à six points dans une Série de championnat de la Ligue américaine gagnée par Détroit en quatre matchs, le minimum.
Franchise fondée en 1894 et depuis toujours établie dans la ville de Détroit, les Tigers sont champions de la Ligue américaine pour la 11e fois. L'équipe a précédemment perdu 6 de ses 10 séries mondiales. Son dernier sacre date de 1984, une victoire sur les Padres de San Diego. Depuis le club n'est retourné qu'une fois en grande finale, perdant aux mains des Cardinals de Saint-Louis en Série mondiale 2006.

### Duels précédents
Les Giants et les Tigers sont opposés pour la première fois en Série mondiale. En matchs interligues de saison régulière, les deux clubs se sont affrontés 12 fois, San Francisco ayant le meilleur avec 7 victoires. Aucune rencontre n'était prévue entre les deux clubs en saison régulière 2012. Ils se sont affrontés pour la dernière fois le 3 juillet 2011 à Détroit alors que la dernière visite des Tigers à San Francisco date du 18 juin 2008.

## Déroulement de la série

### Calendrier des rencontres
Il s'agit d'une série au meilleur de sept parties. La première équipe à remporter quatre parties de Série mondiale est sacrée championne. 
| Match | Date       | Visiteur                | Hôte                    | Score              |
| ----- | ---------- | ----------------------- | ----------------------- | ------------------ |
| 1     | 24 octobre | Tigers de Détroit       | Giants de San Francisco | 3 - 8              |
| 2     | 25 octobre | Tigers de Détroit       | Giants de San Francisco | 0 - 2              |
| 3     | 27 octobre | Giants de San Francisco | Tigers de Détroit       | 2 - 0              |
| 4     | 28 octobre | Giants de San Francisco | Tigers de Détroit       | 4 - 3 (10 manches) |

### Match 1
Mercredi 24 octobre 2012 au AT&T Park, San Francisco, Californie.
| Tigers de Détroit | 0 | 0 | 0 | 0 | 0 | 1 | 0 | 0 | 2 | 3 | 8  | 0 |
| Giants de San Francisco | 1 | 0 | 3 | 1 | 1 | 0 | 2 | 0 | X | 8 | 11 | 0 |
| Lanceurs partants : DET : Justin Verlander SF : Barry Zito Vic. : Barry Zito (1-0) Déf. : Justin Verlander (0-1) HRs : DET : Jhonny Peralta (1) SF : Pablo Sandoval (1, 2, 3) |   |   |   |   |   |   |   |   |   |   |    |   |

Devant les 42 855 présents à l'AT&T Park, le frappeur des Giants Pablo Sandoval devient le quatrième joueur de l'histoire à frapper trois circuits dans un même match de Série mondiale après Babe Ruth (1926 et 1928), Reggie Jackson (1977) et Albert Pujols (2011),. Sandoval, qui termine le match avec quatre coups sûrs en quatre présences et quatre points produits, frappe des circuits en solo en première et cinquième manche et une claque de deux points en troisième. Deux de ces circuits sont aux dépens du lanceur partant des Tigers, Justin Verlander, dont un avec un compte d'aucune balle et deux prises : Verlander n'avait donné aucun circuit avec un compte de 0-2 durant l'année et seulement quatre dans ces circonstances depuis le début de sa carrière. L'as des Tigers, presque invincible jusque-là en éliminatoires de 2012, ne dure que quatre manches et se retire avec son club tirant de l'arrière 5-0. Son opposant Barry Zito limite Détroit à un point en cinq manches et deux tiers et il frappe de plus un coup sûr. Incluant la Série de championnat contre Saint-Louis, un lanceur partant des Giants a frappé un coup sûr dans quatre parties consécutives (Zito, Vogelsong, Cain, Zito), une première dans l'histoire des séries éliminatoires selon le Elias Sports Bureau. 
Venu en relève à Zito, Tim Lincecum blanchit les Tigers dans les deux manches et un tiers qui suivent. C'est la seconde fois de l'histoire des Séries mondiales qu'un lanceur gagnant du trophée Cy Young succède au monticule à un autre ancien lauréat, après que Jim Palmer eut succédé à Mike Flanagan pour les Orioles de Baltimore en Série mondiale 1983. 
Donnant le ton à une série où la défensive des Giants s'illustre à plusieurs reprises pour limiter les Tigers à très peu de points, le voltigeur de gauche Gregor Blanco fait deux attrapés spectaculaires en plongeant pour priver les deux meilleurs frappeurs des Tigers, Miguel Cabrera et Prince Fielder, de coups sûrs en troisième et sixième manche respectivement. Le joueur par excellence de la Série de championnat de la Ligue nationale, Marco Scutaro, réussit deux coups sûrs et produit deux points, allongeant à 11 sa série de matchs avec au moins un coup sûr en éliminatoires, ce qui égale le record de franchise d'Irish Meusel des Giants de New York de 1921 et 1922.

### Match 2
Jeudi 25 octobre 2012 au AT&T Park, San Francisco, Californie.
| Tigers de Détroit | 0 | 0 | 0 | 0 | 0 | 0 | 0 | 0 | 0 | 0 | 2 | 0 |
| Giants de San Francisco | 0 | 0 | 0 | 0 | 0 | 0 | 1 | 1 | X | 2 | 5 | 0 |
| Lanceurs partants : DET : Doug Fister SF : Madison Bumgarner Vic. : Madison Bumgarner (1-0) Déf. : Doug Fister (0-1) Sauv. : Sergio Romo (1) |   |   |   |   |   |   |   |   |   |   |   |   |

Avec une moyenne de points mérités de 11,25 jusque-là en séries éliminatoires, Madison Bumgarner est envoyé au monticule pour les Giants, après quelques jours de congé passés à travailler sur son approche avec l'instructeur des lanceurs Dave Righetti. C'est le deuxième gaucher que les Tigers affrontent en deux matchs dans cette série, eux qui ont connu beaucoup d'ennuis face aux lanceurs gauchers toute la saison. Bumgarner ne donne que deux coups sûrs en sept manches et enregistre huit retraits sur des prises, pendant que son adversaire, le droitier Doug Fister n'accorde qu'un point sur quatre coups sûrs en six manches lancées.
Détroit a la chance de compter en premier en deuxième manche lorsque Prince Fielder se rend sur les sentiers après avoir été atteint par un lancer de Bumgarner. Delmon Young suit avec un double au champ gauche et l'instructeur au troisième but des Tigers, Gene Lamont, à la surprise de plusieurs encourage Fielder, un des coureurs les plus lents du baseball, à foncer vers le marbre. Le relais du voltigeur de gaucher Gregor Blanco à l'intercepteur Marco Scutaro puis au receveur Buster Posey permet de retirer Fielder de justesse au marbre.
San Francisco marque en septième manche lorsque Brandon Crawford est retiré sur un double jeu frappé avec les buts remplis et aucun retrait. Hunter Pence marque sur la séquence. L'ordre du gérant des Tigers Jim Leyland de tourner le double jeu plutôt que de se contenter d'un retrait au marbre sur un jeu forcé qui aurait privé les Giants de leur premier point, est critiqué après la partie. En huitième, le lanceur Drew Smyly amorce la manche en accordant un but-sur-balles à Ángel Pagán, qui est suivi d'un second (intentionnel) à Pablo Sandoval. Le releveur Octavio Dotel remplace Smyly, accorde un autre but-sur-balles à Buster Posey pour remplir les buts, puis Hunter Pence produit un point à l'aide d'un ballon sacrifice pour faire 2-0. Sergio Romo ne donne rien en neuvième manche pour le sauvetage. Sur cinq coups sûrs, San Francisco gagne 2-0 en limitant Détroit à deux coups sûrs.

### Match 3
Samedi 27 octobre 2012 au Comerica Park, Détroit, Michigan.
| Giants de San Francisco | 0 | 2 | 0 | 0 | 0 | 0 | 0 | 0 | 0 | 2 | 7 | 1 |
| Tigers de Détroit | 0 | 0 | 0 | 0 | 0 | 0 | 0 | 0 | 0 | 0 | 5 | 1 |
| Lanceurs partants : SF : Ryan Vogelsong DET : Aníbal Sánchez Vic. : Ryan Vogelsong (1-0) Déf. : Aníbal Sánchez (0-1) Sauv. : Sergio Romo (2) |   |   |   |   |   |   |   |   |   |   |   |   |

Les droitiers Aníbal Sánchez des Tigers et Ryan Vogelsong des Giants se livrent une belle bataille au monticule dans cette autre match qui se termine 2-0 en faveur de San Francisco. Vogelsong donne quelques buts-sur-balles mais Détroit est incapable de profiter des occasions, et se retrouvent avec un seul coup sûr en 11 présences au bâton avec des coureurs en position de marquer dans les trois premières parties de la finale. Sánchez enregistre 8 retraits sur des prises en 7 manches lancées pour Détroit, mais accorde les deux seuls points de la partie en deuxième reprise. Hunter Pence, au deuxième coussin après un but-sur-balles et un but volé, marque sur le triple de Gregor Blanco et ce dernier compte sur un simple de Brandon Crawford.
San Francisco blanchit Détroit dans un deuxième match de suite. Les Tigers n'avaient perdu que deux matchs par blanchissage en saison régulière 2012. Les Giants ne sont que la deuxième équipe (après les Orioles de Baltimore de 1966) à réussir deux blanchissages consécutifs en Série mondiale.

### Match 4
Dimanche 28 octobre 2012 au Comerica Park, Détroit, Michigan.
| Giants de San Francisco | 0 | 1 | 0 | 0 | 0 | 2 | 0 | 0 | 0 | 1 | 4 | 9 | 0 |
| Tigers de Détroit | 0 | 0 | 2 | 0 | 0 | 1 | 0 | 0 | 0 | 0 | 3 | 5 | 0 |
| Lanceurs partants : SF : Matt Cain DET : Max Scherzer Vic. : Santiago Casilla (1-0) Déf. : Phil Coke (0-1) Sauv. : Sergio Romo (3) HRs : SF : Buster Posey (1) DET : Miguel Cabrera (1), Delmon Young (1) |   |   |   |   |   |   |   |   |   |   |   |   |   |

Les Giants marquent le premier point en deuxième manche sur un double de Hunter Pence et un triple de Brandon Belt aux dépens de Max Scherzer. Après 20 manches de suite sans marquer, les Tigers s'inscrivent à la marque en fin de troisième manche grâce lorsque Cabrera envoie de l'autre côté de la clôture un lancer de Matt Cain pour un circuit de deux points. Détroit prend les devants 2-1. C'est la première fois que San Francisco n'a pas l'avance dans le score à la fin d'une manche depuis la fin du quatrième match de la Série de championnat contre Saint-Louis le 18 octobre. C'est la fin d'une séquence de 56 manches sans laisser l'adversaire prendre les devants, alors que le record de 60 manches appartient aux Red Sox de Boston de 2004. Marco Scutaro amorce la sixième avec un simple et Buster Posey claque un circuit de deux points contre Scherzer pour placer San Francisco en avant 3-2. À leur retour au bâton, Delmon Young frappe son premier circuit de la finale pour créer l'égalité 3-3. Jeremy Affeldt lance en relève à Cain en huitième et retire les trois joueurs des Tigers sur des prises. Phil Coke réplique en début de neuvième avec trois retraits sur des prises contre les Giants. Affeldt réussit un quatrième retrait sur des prises consécutif, en fin de neuvième, avant d'être remplacé. 
Le match va en manches supplémentaires. En début de dixième, Ryan Theriot, le frappeur désigné des Giants pour les matchs disputés chez les champions de la Ligue américaine, réussit un simple. Il avance au deuxième but sur l'amorti de Brandon Crawford et compte le point de la victoire sur le coup sûr de Marco Scutaro. Sergio Romo protège la victoire en fin de dixième et met fin à la saison 2012 en retirant sur des prises Miguel Cabrera. Reconnu pour sa balle glissante, un lancer qu'il vient d'effectuer cinq fois de suite, Romo surprend Cabrera, qui fige et ne s'élance pas sur une balle rapide pour la troisième prise.

## Joueur par excellence
Le joueur de troisième but des Giants de San Francisco, Pablo Sandoval, est élu joueur par excellence de la Série mondiale 2012. Il est le premier joueur vénézuélien à remporter cette récompense. Dans le premier affrontement contre les Tigers, il devient le 4e joueur de l'histoire à réussir trois coups de circuit dans un même match de Série mondiale. Il termine la série de quatre parties avec 8 coups sûrs en 16 présences au bâton pour une moyenne au bâton de ,500. Il produit quatre points et en marque trois au total. Sa moyenne de présence sur les buts pour la série est de ,529 et sa moyenne de puissance s'élève à 1,125. 
Les 24 coups sûrs réussis par Sandoval au cours de ces séries éliminatoires représentent un record de franchise, devant les 22 de J. T. Snow en 2002. Il n'en réussit qu'un de moins que le record du baseball majeur (25) partagé par Marquis Grissom des Braves d'Atlanta de 1995, Darin Erstad des Angels d'Anaheim de 2002 et David Freese des Cardinals de Saint-Louis de 2011.